# Pat Crawford Brown
Pat Crawford Brown (New York, 29 giugno 1929 – Woodland Hills, 2 luglio 2019) è stata un'attrice statunitense.

## Biografia
Insegnante d'inglese alle scuole superiori sino alla pensione, cominciò la sua carriera di attrice all'età di sessant'anni. Fu una delle più attive caratteriste della televisione statunitense fra gli anni ottanta e novanta, prendendo parte a centinaia di serie televisive.
Il suo nome è particolarmente legato al personaggio della sig.ra Finnegan, interpretato in Ai confini della realtà, (1985-1989), ma ancor di più a quello di Ida Greenberg, pettegola e dispotica vicina di casa della serie Desperate housewives, (2004-2007), personaggio cui conferì tratti di strepitosa comicità.
Ha recitato anche in vari film, tra cui Sister Act, (1992), di Emile Ardolino.
Zia della cantante folk Christine Lavin, si sposò nel 1961 con Calvin B. Brown, del quale rimase vedova nel 1976. Dalla loro unione nacque una figlia, Charlotte Brown.

## Filmografia

### Cinema
- 18 Again!, regia di Paul Flaherty (1988)
- Una strega chiamata Elvira (Elvira: Mistress of the Dark), regia di James Signorelli (1988)
- Donne cannibali (Cannibal Women in the Avocado Jungle of Death), regia di J.F. Lawton (1989)
- Identità sepolta (False Identity), regia di James Keach (1990)
- Kabuki killer (Out of Sight, Out of Mind), regia di Greydon Clark (1990)
- Lo gnomo e il poliziotto (A Gnome Named Gnorm), regia di Stan Winston (1990)
- Le avventure di Rocketeer (The Rocketeer), regia di Joe Johnston (1991)
- Orchidea selvaggia 2 (Wild Orchid II: Two Shades of Blue), regia di Zalman King (1991)
- Giocattoli infernali (Demonic Toys), regia di Peter Manoogian (1992)
- Sister Act - Una svitata in abito da suora (Sister Act), regia di Emile Ardolino (1992)
- Love Is Like That, regia di Jill Goldman (1992)
- Sister Act 2 - Più svitata che mai (Sister Act 2: Back in the Habit), regia di Bill Duke (1993)
- Giovani, carini e disoccupati (Reality Bites), regia di Ben Stiller (1994)
- Piccoli campioni (Little Giants), regia di Duwayne Dunham (1994)
- Romy & Michelle (Romy and Michele's High School Reunion), regia di David Mirkin (1997)
- Il piccolo mago dei misteri (Johnny Mysto: Boy Wizard), regia di Jeff Burr (1997)
- Primo piano sull'assassino (Johnny Skidmarks), regia di John Raffo (1998)
- The Godson, regia di Bob Hoge (1998)
- Jack Frost, regia di Troy Miller (1998)
- Piovuta dal cielo (Forces of Nature), regia di Bronwen Hughes (1999)
- Playing Mona Lisa, regia di Matthew Huffman (2000)
- The Woman Every Man Wants, regia di Gabriela Tagliavini (2001)
- The Medicine Show, regia di Wendell Morris (2001)
- Daredevil, regia di Mark Steven Johnson (2003)
- Fratelli per la pelle (Stuck on You), regia di Bobby e Peter Farrelly (2003)
- Suits on the Loose, regia di Rodney Henson (2005)
- Crazylove, regia di Ellie Kanner (2005)
- Tu, io e Dupree (You, Me and Dupree), regia di Anthony e Joe Russo (2006)
- El Cortez, regia di Stephen Purvis (2006)
- Norbit, regia di Brian Robbins (2007)
- Uncross the Stars, regia di Kenny Golde (2008)
- Dark Streets, regia di Rachel Samuels (2008)
- Boutonniere, regia di Coley Sohn - cortometraggio (2009)
- Super Capers: The Origins of Ed and the Missing Bullion, regia di Ray Griggs (2009)
- Church & State, regia di Betsy Kelso - cortometraggio (2010)
- Infinity, regia di Randy Crowder - cortometraggio (2011)
- A Day Without Rain, regia di Erwin Raphael McManus - cortometraggio (2011)
- 2ND Take, regia di John Suits (2011)
- Divorzio d'amore (Divorce Invitation), regia di S.V. Krishna Reddy (2012)
- Hi, Lillian, regia di Douglas Wood - cortometraggio (2012)

### Televisione
- Non entrate dolcemente nella notte (Do You Remember Love), regia di Jeff Bleckner – film TV (1985)
- Ai confini della realtà (The Twilight Zone) - serie TV, episodio 1x34 (1986)
- La signora in giallo (Murder, She Wrote) – serie TV, episodi 5x13-9x04 (1989-1992)
- Willy, il principe di Bel-Air (The Fresh Prince of Bel-Air) – serie TV, 2 episodi (1990-1996)
- Beverly Hills 90210 – serie TV, 1 episodio (1997)
- Buffy l'ammazzavampiri (Buffy the Vampire Slayer) – serie TV, episodio 6x12 (2002)
- Detective Monk (Monk) – serie TV, episodio 2x13 (2003)
- Desperate Housewives – serie TV (2004-2008)
- Incinta o... quasi (Labor Pains), regia di Lara Shapiro – film TV (2009)

## Doppiatrici italiane
- Graziella Polesinanti in Desperate Housewives (st. 1-3), Ghost Whisperer
- Miranda Bonansea in Desperate Housewives (st.4), Una mamma per amica
- Angiolina Quinterno in Una strega chiamata Elvira